# Округ Роскомон (Мичиген)
Роскомон (енгл. Roscommon County) је округ у америчкој савезној држави Мичиген.

## Демографија
По попису из 2010. године број становника је 24.449, што је 1.02 (-4,0%) становника мање него 2000. године.
| Група             | 2000.          | 2010.          |
| Белци             | 24.795 (97,4%) | 23.592 (96,5%) |
| Афроамериканци    | 82 (0,3%)      | 91 (0,4%)      |
| Азијати           | 49 (0,2%)      | 73 (0,3%)      |
| Хиспаноамериканци | 204 (0,8%)     | 275 (1,1%)     |
| Укупно            | 25.469         | 24.449         |